# Krak des Chevaliers
Krak des Chevaliers (phát âm tiếng Pháp: [kʁak de ʃəvaˈlje]; tiếng Ả Rập: قلعة الحصن), còn được gọi là Crac des Chevaliers, Ḥoṣn al-Akrād (حصن الأكراد, nghĩa là "Lâu đài của người Kurd") và trước đây là Crac de l'Ospital, là một lâu đài Thập tự chinh ở Syria và là một trong những lâu đài thời Trung Cổ được bảo tồn quan trọng nhất trên thế giới. Địa điểm này lần đầu tiên có người ở vào thế kỷ 11 bởi một khu định cư của người Kurd như là một đơn vị đồn trú dưới triều đại Mirdasid. Chính vì vậy mà nó được gọi là Hisn al-Akrad, có nghĩa là "Lâu đài của người Kurd". Vào năm 1142, lâu đài trở thành quà tặng của Raymond II của Bá quốc Tripoli dành cho các Hiệp sĩ Cứu tế. Lâu đài vẫn nằm trong sở hữu của họ cho đến khi nó bị bỏ rơi vào năm 1271. Lâu đài còn được gọi là Crac de l'Ospital, tên Krak des Chevaliers mới chỉ xuất hiện vào thế kỷ 19.
Sau một trận động đất khiến lâu đài bị hư hỏng, các hiệp sĩ Cứu tế bắt đầu xây dựng lại lâu đài trong thập niên 1140 và hoàn thành vào năm 1170 khi một trận động đất phá hủy lâu đài. Dòng này đã kiểm soát một số lâu đài dọc theo biên giới của Bá quốc Tripoli, một nhà nước được thành lập sau Cuộc thập tự chinh thứ nhất. Krak des Chevaliers là một trong số những lâu đài quan trọng nhất và đóng vai trò như một trung tâm hành chính cũng như một căn cứ quân sự. Sau lần xây dựng thứ hai trong thế kỷ 13, Krak des Chevaliers mang hình dáng của một lâu đài đồng tâm. Trong thời gian này, các bức tường bên ngoài được xây dựng lên và đưa lâu đài đến với hình dạng ngày hôm nay. Nửa đầu của thế kỷ 13 được mô tả như là "thời hoàng kim" của Krak des Chevaliers. Vào thời đỉnh cao, Krak des Chevaliers có một đơn vị đồn trú khoảng 2.000 người. Một đơn vị đồn trú như vậy cho phép hiệp sĩ Dòng thu cống vật xung quanh khu vực rộng lớn. Từ những năm 1250, việc thu nạp này ngày càng trở lên kém đi và vào năm 1271, sultan của Mamluk là Baybars I đã chiếm được lâu đài sau một cuộc bao vây kéo dài 36 ngày được cho là xuất phát từ một lá thư giả mạo đầu hàng của Đại thủ lĩnh dòng.
Việc quan tâm đối với các lâu đài Thập tự chinh trong thế kỷ 19 đã dẫn đến cuộc điều tra Krak des Chevaliers, và các kế hoạch kiến trúc đã được vạch ra. Vào cuối thế kỷ 19 hoặc đầu thế kỷ 20, một khu định cư đã được thành lập ngay trong lâu đài khiến cho các kết cấu của nó bị hư hại. Có khoảng 500 cư dân đã chuyển đến lâu đài vào năm 1933, và nó được trao cho Nhà nước Alawite của Pháp, sau đó đã thực hiện một chương trình khai phá và phục hồi. Khi Syria tuyên bố độc lập vào năm 1946, quyền kiểm soát thuộc về quốc gia mới.
Ngày nay, một ngôi làng tên là Al-Husn tồn tại xung quanh lâu đài và có dân số gần 9.000 người. Krak des Chevaliers nằm cách thành phố Homs khoảng 40 kilômét (25 mi) về phía tây, là một phần hành chính của tỉnh Homs, gần biên giới với Liban. Từ năm 2006, các lâu đài Krak des Chevaliers và Qal'at Salah El-Din đã được UNESCO công nhận là Di sản thế giới. Nó đã bị hư hại một phần trong cuộc nội chiến Syria do pháo kích và được chính phủ Syria tái chiếm vào năm 2014. Kể từ đó, công việc tái thiết và bảo tồn trên khu vực này được bắt đầu.